# 卡拉布拉特
46°18′40″N 32°46′47″E / 46.31111°N 32.77972°E
卡拉布拉特（烏克蘭語：Карабулат）是位於烏克蘭南部的村莊，由赫爾松州斯卡多夫斯克區的新米科莱夫卡市镇負責管轄。該村始建於1924年，面積0.55平方公里，海拔高度35米，2001年人口165，人口密度每平方公里300人。